# Кингсленд (Арканзас)
Кингсленд (англ. Kingsland, Arkansas) — город, расположенный в округе Кливленд (штат Арканзас, США) с населением в 449 человек по статистическим данным переписи 2000 года.

## География
По данным Бюро переписи населения США город Кингсленд имеет общую площадь в 2,85 квадратных километров, водных ресурсов в черте населённого пункта не имеется.
Кингсленд расположен на высоте 66 метров над уровнем моря.

## Демография
По данным переписи населения 2000 года в Кингсленде проживало 449 человек, 121 семья, насчитывалось 177 домашних хозяйств и 211 жилых домов. Средняя плотность населения составляла около 155 человек на один квадратный километр. Расовый состав Кингсленда по данным переписи распределился следующим образом: 62,14 % белых, 35,41 % — чёрных или афроамериканцев, 1,34 % — коренных американцев, 0,22 % — азиатов, 0,89 % — представителей смешанных рас.
Испаноговорящие составили 1,78 % от всех жителей города.
Из 177 домашних хозяйств в 29,9 % — воспитывали детей в возрасте до 18 лет, 49,7 % представляли собой совместно проживающие супружеские пары, в 13,0 % семей женщины проживали без мужей, 31,6 % не имели семей. 31,1 % от общего числа семей на момент переписи жили самостоятельно, при этом 13,0 % составили одинокие пожилые люди в возрасте 65 лет и старше. Средний размер домашнего хозяйства составил 2,54 человек, а средний размер семьи — 3,20 человек.
Население города по возрастному диапазону по данным переписи 2000 года распределилось следующим образом: 29,8 % — жители младше 18 лет, 9,8 % — между 18 и 24 годами, 25,8 % — от 25 до 44 лет, 19,6 % — от 45 до 64 лет и 14,9 % — в возрасте 65 лет и старше. Средний возраст жителей составил 32 года. На каждые 100 женщин в Кингсленде приходилось 86,3 мужчин, при этом на каждые сто женщин 18 лет и старше приходилось 95,7 мужчин также старше 18 лет.
Средний доход на одно домашнее хозяйство в городе составил 20 536 долларов США, а средний доход на одну семью — 28 958 долларов. При этом мужчины имели средний доход в 26 667 долларов США в год против 16 250 долларов среднегодового дохода у женщин. Доход на душу населения в городе составил 9500 долларов в год. 28,0 % от всего числа семей в округе и 33,3 % от всей численности населения находилось на момент переписи населения за чертой бедности, при этом 42,9 % из них были моложе 18 лет и 26,1 % — в возрасте 65 лет и старше.

## Известные уроженцы и жители
- Джонни Кэш — американский певец, ключевая фигура в музыке кантри второй половины XX века.